# Уйрауна
Уйрауна (порт. Uiraúna) — муниципалитет в Бразилии, входит в штат Параиба. Составная часть мезорегиона Сертан штата Параиба. Входит в экономико-статистический микрорегион Кажазейрас. Население составляет 14 454 человека на 2007 год. Занимает площадь 294,495 км². Плотность населения — 49,1 чел./км².

## История
Город основан 2 декабря 1953 года. 

## Статистика
- Валовой внутренний продукт на 2003 год составляет 28 212 502,00 реалов (данные: Бразильский институт географии и статистики).
- Валовой внутренний продукт на душу населения на 2003 год составляет 2096,18 реалов (данные: Бразильский институт географии и статистики).
- Индекс развития человеческого потенциала на 2000 год составляет 0,646 (данные: Программа развития ООН).

## География

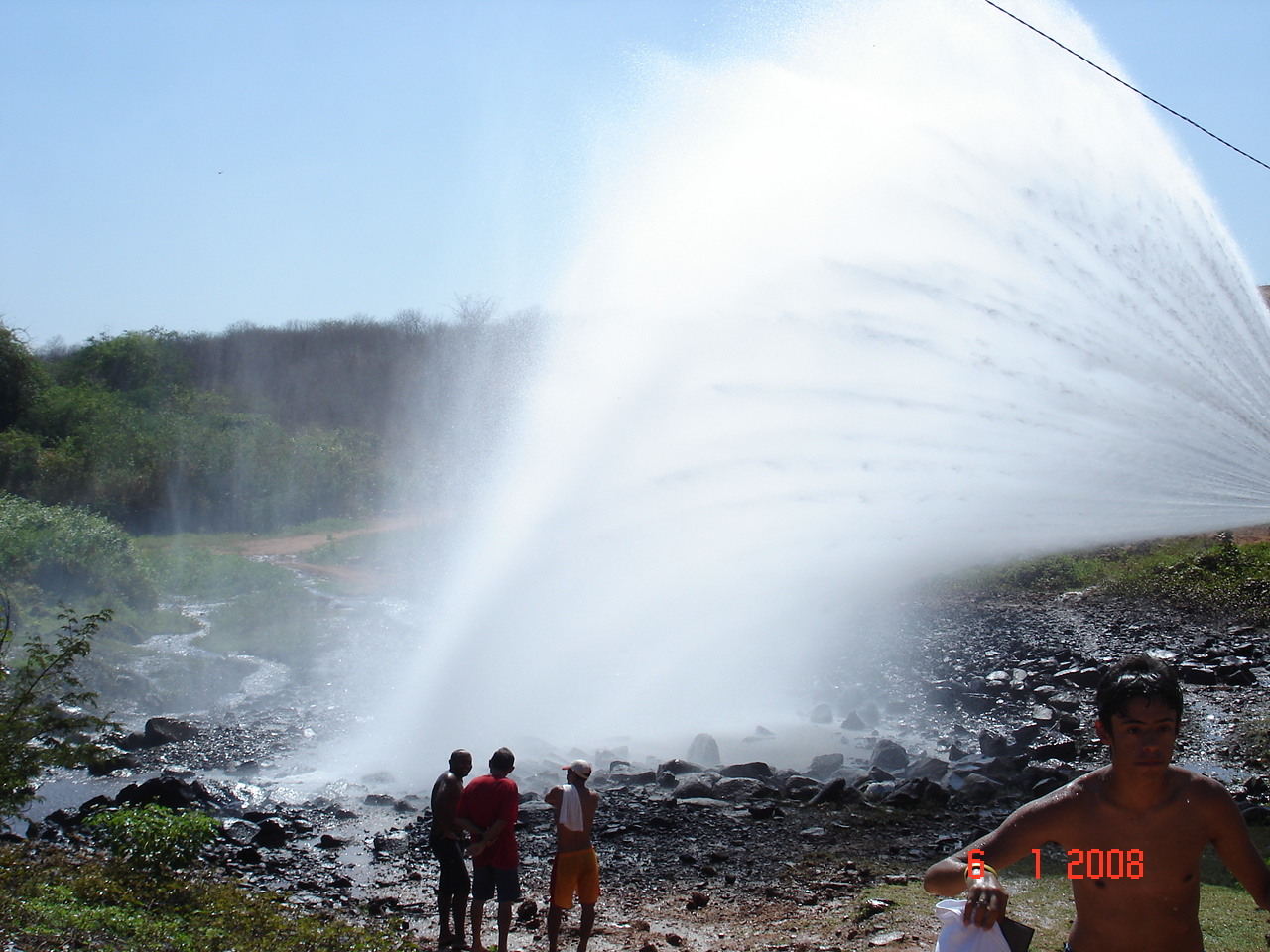

Климат местности: тропический.